# Ибелин
Ибелин је био дворац на територији Јерусалимске краљевине из 12. века. По њему је династија крсташких барона добила назив.

## Династија
Дворац је саграђен 1141. године између Јафе и Аскалона, у близини Монт Жисара. Његов задатак био је да штити хришћанске територије од напада египатских султана из Аскалона. Дворац је саградио јерусалимски краљ Фулк Ι Јерусалимски.
Први познати члан династије Ибелин био је Барисан од Ибелина. Он 1100-их ступа у службу грофа Јафе. Као награду за лојалну службу, Барисан је 1142. године добио дворац Ибелин од Фулка који га је одузео од Ига II због његовог покушаја државног удара. Хелвеса ће Барисану родити: Ига, Балдуина, Барисана, Ерменгранде и Стефани. Млађи Барисан, познатији као Балијан, добиће у наследство Наблус и оженити се Маријом Комнин, удовицом краља Амалрика Јерусалимског. Барисан ће поменутим територијама владати све до Саладиновог освајања 1187. године.
Династија је наставила владати краљевином Кипар основаном током Трећег крсташког рата. Балијанов први син Јован од Ибелина водио је опозицију против светоримског цара Фридриха ΙΙ у његовом покушају да преузме краљевску круну. Након Шестог крсташког рата Ибелини поново освајају свој дворац. Од 13. до 15. века Ибелини ће бити једна од најутицајнијих династија крсташких барона на Кипру. Сломом краљевине Кипар династија се више не помиње у историјским изворима.

## Господари Ибелина
- Барисан од Ибелина (око 1134-1150)
- Иго од Ибелина (1150—1170)
- Балдуин од Ибелина (1170)
- Балијан од Ибелина (1170—1193)
- Јован од Ибелина (1193—1236)
- Од 1236. дворцем управљају грофови Јафе и Аскалона директно